# Senecaville, Ohio
Senecaville là một làng thuộc quận Guernsey, tiểu bang Ohio, Hoa Kỳ. Năm 2010, dân số của làng này là 457 người.

## Dân số
- Dân số năm 2000: 453 người.
- Dân số năm 2010: 457 người.